# Новомиколаївська сільська рада (Дніпровський район)
Новомиколаївська сільська рада — колишній орган місцевого самоврядування у Дніпровському районі Дніпропетровської області, що існував до 2015 року. Центр сільради — село Новомиколаївка
14 серпня 2015 рада увійшла до складу Сурсько-Литовської сільської ОТГ, 12 листопада виключена з облікових даних.
Знаходиться на півдні Дніпропетровського району над річкою Мокра Сура.

## Населені пункти
Сільській раді підпорядковувалися три села:
- Зелений Гай
- Новомиколаївка
- Сурсько-Клевцеве

## Склад ради
Рада складалася з 16 депутатів та голови.

## Керівний склад сільської ради
| ПІБ                             | Основні відомості                                                         | Дата обрання | Дата звільнення |
| ------------------------------- | ------------------------------------------------------------------------- | ------------ | --------------- |
| Тесленко Юрій Михайлович        | Сільський голова, 1948 року народження, освіта, член народної партії      | 26.03.2006   | 31.10.2010      |
| Коваленко Станіслав Миколайович | Сільський голова, 1968 року народження, освіта вища, член Партії регіонів | 31.10.2010   | 25.10.2015      |

Примітка: таблиця складена за даними джерела